# 벤 하디
벤 존스(Ben Jones, 1991년 1월 2일 ~ )는 예명 벤 하디(Ben Hardy)로 잘 알려진 잉글랜드의 배우이다. 2013년부터 2015년까지 출연한 《이스트엔더스》에서 피터 빌 역으로 잘 알려져 있다. 또한, 2016년 영화 《엑스맨: 아포칼립스》에서 에인절 역으로 출연하였다.
2018년 영화 《보헤미안 랩소디》에서 로저 테일러 역으로 출연하였다.

## 작품 목록
- 2017년 《메리 셸리: 프랑켄슈타인의 탄생》 - 존 폴리도리 역
- 2018년 《보헤미안 랩소디》 - 로저 테일러 역
- 2019년 《6 언더그라운드》 -포 역
- 2023년 《첫눈에 반할 통계적 확률》 -올리버 존스 역